# Bernard Valade
Pour les articles homonymes, voir Valade.
Bernard Valade, né le 6 octobre 1942, est un sociologue français.

## Biographie

### Études et formation
Il soutient en 1987 une thèse de doctorat en sociologie sur Vilfredo Pareto, à l'Université Paris-Descartes sous la direction de Jean Cazeneuve.

### Enseignement
Il enseigne les sciences sociales de 1967 à 1994 dans les Universités de Rennes, Paris et Bordeaux, comme assistant, maître de conférences, puis professeur.
En 1994, il est nommé professeur titulaire de la chaire de sociologie générale à l’université Paris-Descartes.
En 2016, il participe au lancement de l'École professorale de Paris, où il enseigne les sciences sociales.

### Recherche et publications
Il est conseiller scientifique de l'Encyclopaedia Universalis en sciences sociales pendant vingt-cinq ans, de 1978 à 2003.
Depuis 1988, il collabore à L'Année sociologique, la revue fondée par Émile Durkheim : comme secrétaire général de 1988 à 2003, comme président du comité de rédaction de 2003 à 2013, et comme président d'honneur depuis 2013.
De 1994 à 1997, il est directeur-adjoint du département de sciences humaines et sociales au CNRS.
A l'université Paris-Descartes, il dirige l’école doctorale « Éducation, Langage, Sociétés », qui devient « Sciences humaines et sociales : cultures, individus, sociétés » de 2001 à 2010. Il est le directeur de 35 thèses.
De 2002 à 2010, il dirige le « Groupe d'étude pour l'Europe de la culture et de la solidarité », centre de recherche de l'université Paris-Descartes.
Il est membre du comité de rédaction de plusieurs revues éditées par le CNRS : Hermès, Histoire de la recherche contemporaine et Revue pour l’histoire.
Il appartient au bureau de la Société de l'histoire de Paris et de l'Île-de-France, et est membre du Comité des travaux historiques et scientifiques, rattaché à l'École des chartes.

## Ouvrages

### Ouvrages personnels
- La Quête du sacré - Puissances du pèlerinage, en collaboration avec Alphonse Dupront, Brepols, 1985.
- Pareto, la naissance d'une autre sociologie, Paris, PUF, 1990  (ISBN 2-13-043192-5).
- Introduction aux sciences sociales, Paris, PUF, 1996  (ISBN 2-13-047508-6)

### Direction d'ouvrages
- Dir., Almanach de Paris, Paris, Encyclopaedia Universalis, 2 vol., 1989.
- Dir., Almanach des Français, Paris, Encyclopaedia Universalis, 2 vol., 1993.
- Dir., Paris, Citadelles et Mazenod, 1997  (ISBN 2-85088-150-3)[9]
- Dir. avec Raymond Boudon, Mohamed Cherkaoui et Massimo Borlandi, Dictionnaire de la pensée sociologique, PUF, "Dictionnaires Quadrige", 2005  (ISBN 2-13-051689-0).
- Dir., Cultures européennes et identités parisiennes, Paris, L'Harmattan, 2006  (ISBN 2-296-00713-9).
- Dir., Durkheim. L'institution de la sociologie, PUF, "Débats philosophiques", 2008[10]
- Dir. avec Éric Letonturier et Antigone Mouchtouris, Passions sociales, Paris, Le Manuscrit, 2014  (ISBN 978-2-304-04304-4)

## Prix
- Prix de l'Académie des sciences morales et politiques[Lequel ?] 1991 pour Pareto, la naissance d'une autre sociologie[11]